# Hyacintroest
De hyacintroest (Uromyces muscari) is een autoecische roestschimmel die behoort tot de familie Pucciniaceae. Hij komt voor op levend blad van de Wilde hyacint (Hyacinthoides non-scripta) en de Spaanse hyacint (Hyacinthoides hispanica). Uromyces hyacinthi wordt door sommige botanici als een synoniem van Uromyces muscari beschouwd. In Nederland is de schimmel zeldzaam.

## Kenmerken
De urediniosporen en teliosporen komen in dezelfde sporenhoopjes voor.
Uredinia
De urediniosporen zijn licht gestekeld en meten 24-33 × 18-26 µm. Ze hebben 6(-8) kiemporen.
Telia
Telia worden 0,5 mm in diameter. Ze zijn lang bedekt door de epidermis. De donkerbruine, halfbolvormige tot breed ellipsvormige teliosporen zijn 18-32 × 14-22 µm groot. De gladde wand is ongeveer 1.5 µm dik. De kleurloze steel valt meestal af.

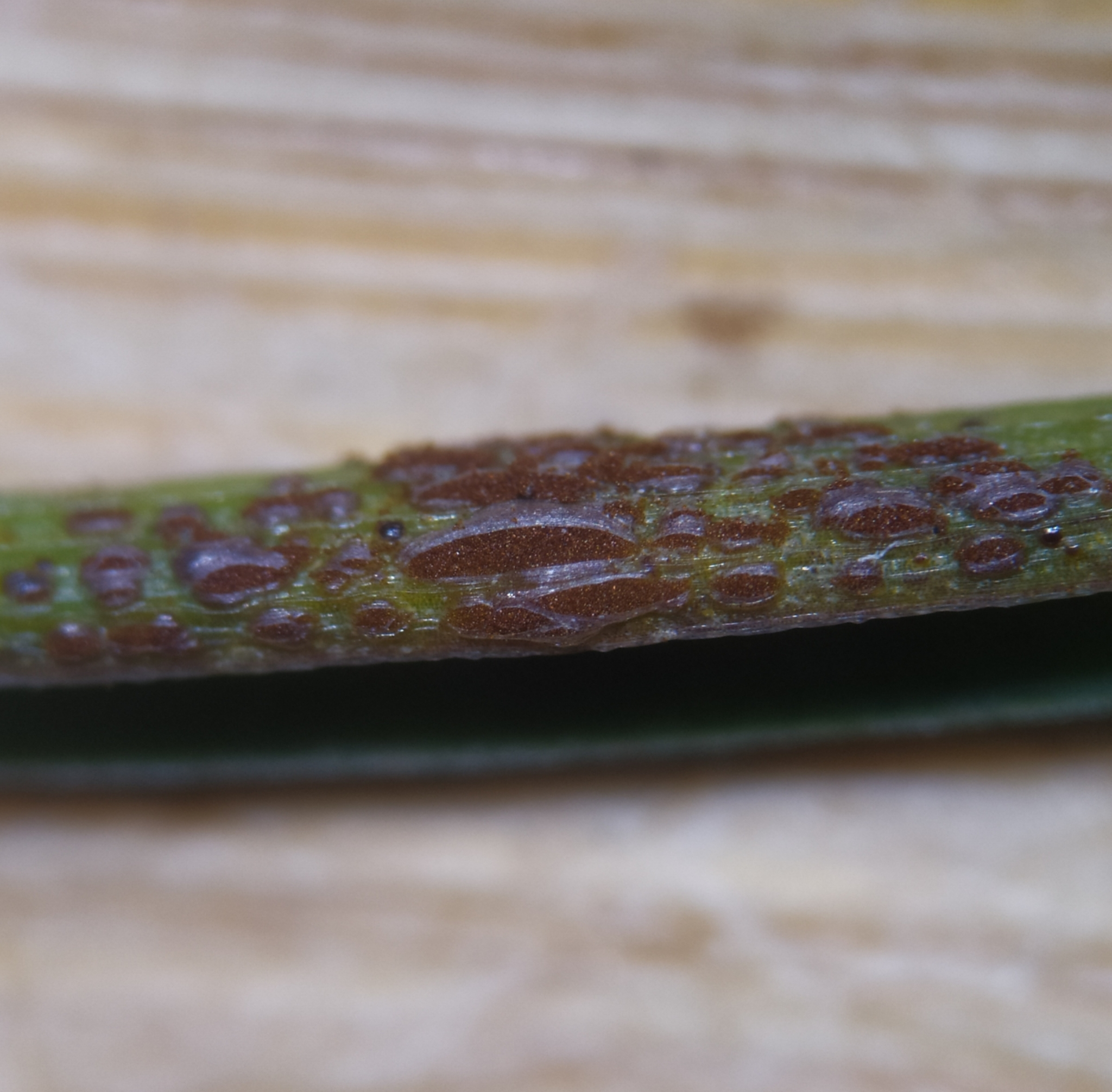
Telia
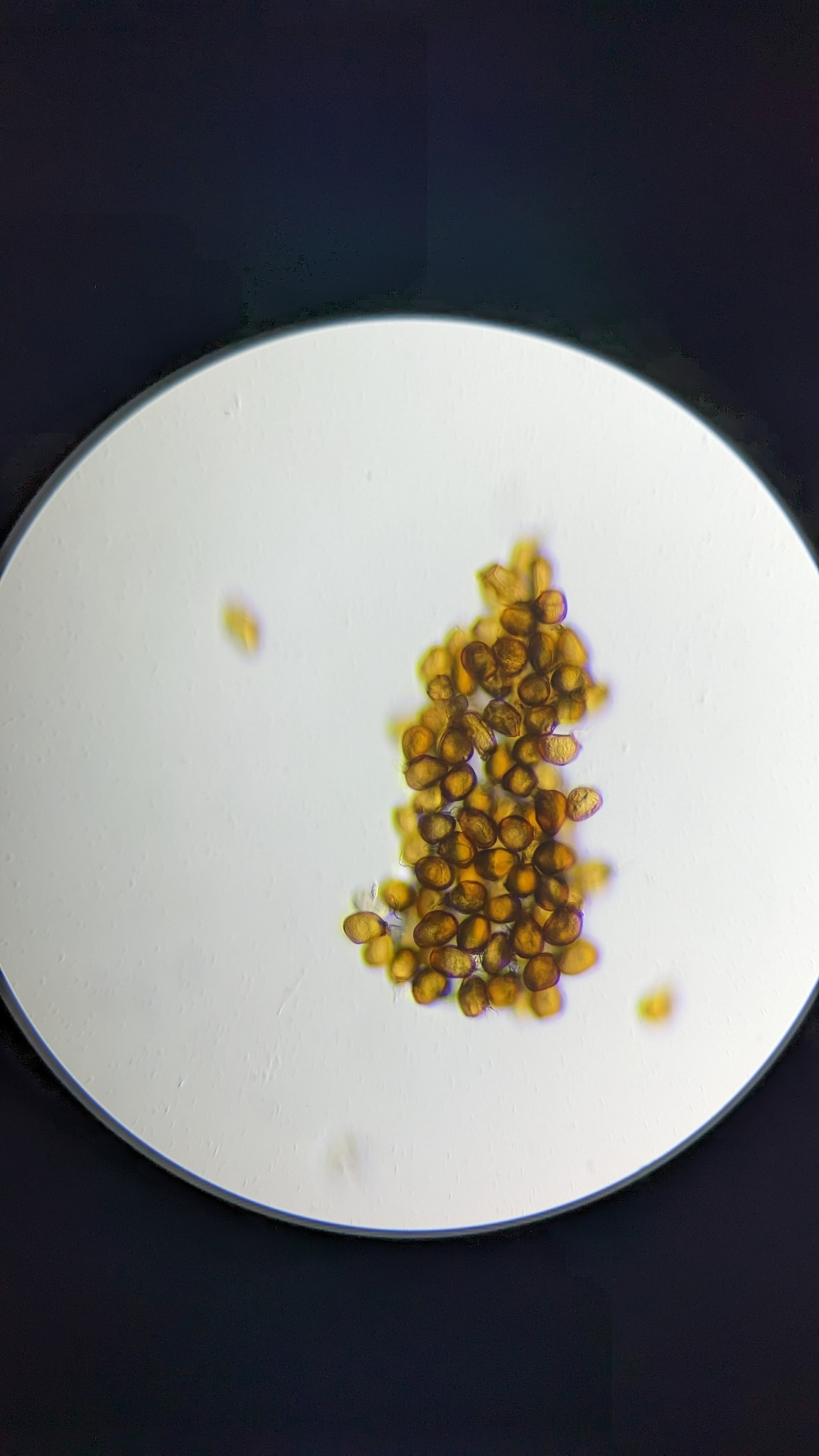
Teliosporen